# Eduardo Lázaro Martínez
Eduardo Lázaro Martínez (San Sebastián, 17 de febrero de 1975) es un investigador y divulgador español, especializado en Neurodesarrollo y Trastornos de Aprendizaje. Es el fundador y director del Instituto de Investigación en Educación STEM (IESTEM) y referente en el estudio de las altas capacidades intelectuales y desarrollo del talento en el País Vasco.

## Biografía
Eduardo Lázaro nació en San Sebastián (1975). Tras diplomarse en Magisterio en la Universidad del País Vasco (1996), realizó la especialización en Atención a la Diversidad del Alumnado, en la misma universidad (1997). 
En 2002 decidió dar un giro a su carrera y comenzó los estudios de Informática, graduándose en 2007. Realizó los estudios de postgrado en "Sistemas de información: IT Governance  y Servicios de Consultoría" en la Universidad Abierta de Cataluña (2009) y doctoró con la tesis "Adaptación de plataformas x86 a servicios de enrutamiento mediante emulación de protocolos IGRP / EIGRP"
Como investigador, se especializó en el desarrollo de modelos de educación asistidos por sistemas informáticos. Ejerció su labor docente como profesor de la Asociación de Investigación + Desarrollo en Educación, de la que llegó a ser director de I+D hasta 2021; entidad perteneciente a la Red Iris de Investigación). De forma pareja trabajó para el Servicio Vasco de Salud / Osakidetza como Técnico Informático, desde 2009 hasta 2014.
Fruto de su constante inquietud, en 2012 inició el Grado en Geografía e Historia en la UNED. Ha formado parte de excavaciones de la mano del Dr. Arrizabalaga y la Sociedad de Ciencias Aranzadi en Lezetxiki e Irikaitz, y participado en expediciones arqueológicas, entre otras, en Kom el-Shuqafa (Alejandría, Egipto), Aphrodisias (Geyre, Turquía) y en Platea (Platea, Grecia), esta última de la mano del Museo Arqueológico de Atenas, por la celebración del 2.000 aniversario de la batalla.
En 2016 funda y preside Alcavi, Asociación de Altas Capacidades de Álava, desde la que organiza eventos como las Jornadas de Altas Capacidades de Vitoria o el concurso para jóvenes talentos en STEM Vitoria GazteI+D, en colaboración con el ayuntamiento de la ciudad.
Ya en 2023 realiza una nueva maestría en Altas Capacidades y Desarrollo del Talento en la Universidad Antonio de Nebrija, que finaliza con la presentación de la tesis "Detectando problemas de motivación en un aula altamente tecnificada con alumnos de altas capacidades".
Actualmente (2024) es doctorando en la Universidad de Navarra en la Facultad de Educación y Psicología.

## Asociaciones a las que pertenece o ha pertenecido
- Director de I+D en Asociación de Investigación más Desarrollo en Educación (hasta 2021).
- Socio de la Sociedad de Ciencias Aranzadi[7] - Aranzadi Zientzia Elkartea (en la actualidad).
- Director de la Asociación de Altas capacidades de Álava (Alcavi)[5] (en la actualidad)
- Director del Instituto de Investigación en Educación STEM (IESTEM)[8] (en la actualidad).